# Classe Vigilante
La classe Vigilante è una famiglia di pattugliatori sviluppata dalla Constructions mécaniques de Normandie, destinati a missioni come la sorveglianza e la sovranità in mare (e in alto mare), la ricerca e soccorso (SAR), la lotta contro la pirateria, il traffico di droga e l'immigrazione clandestina; si tratta di navi che variano da 79 a 42 metri, possono imbarcare anche armi di diverso tipo per la lotta antinave e la lotta antisommergibile e le più grandi anche un elicottero o un UAV.

## Navi
| Versione  | Disl. (in tonn.) | Lungh. (in metri) | Largh. (in metri) | Pescaggio (in metri) | Vel. (in nodi) | Equip. |
| --------- | ---------------- | ----------------- | ----------------- | -------------------- | -------------- | ------ |
| 1400 CL79 | 1400             | 79                | 13,6              | 4,2                  | 25             | 50     |
| 200 BR42  | 200              | 42                | 8,3               | 2                    | 30             | 23     |
| 400 CL54  | 470              | 55,2              | 8                 | 2,7                  | 29             | 29     |
| 400 CL52  | 400              | 52,5              | 9                 | 2,8                  | 21             | 20     |
| 700 CL65  | 700              | 65                | 9,8               | 3,8                  | 25             | 49     |

## Utilizzatori
| Marina                                | Tipo                                        | Nome                   | Esemplari |
| ------------------------------------- | ------------------------------------------- | ---------------------- | --- |
| Marine nationale                      | Vigilante 200                               | classe Trident         | 4 |
| Marine nationale                      | Vigilante 400                               | classe P400            | 10 |
| Direction des Affaires Maritimes      | Vigilante 400 CL52                          | Thémis (PM 41)         | 1 |
| Marine nationale (Gabon)              | Vigilante 400                               | classe P400            | 2 |
| Armada Nacional (Uruguay)             | Vigilante 200                               | classe 15 de Noviembre | Quince de Noviembre (5) Veinticinco de Agosto (6) Comodoro Coe (7)                                                                         |
| Al-Bahriyya al-Malikiyya al-‘Umāniyya | Vigilante 400 CL54                          | classe Al Bushra       | Al Bushra (Z1) Al Mansoor (Z2) Al Najah (Z3)                                                                                               |
| Marina militare del Kuwait            | Vigilante 200 BR42 Combattante BR42 P37 BRL | classe Um Al Maradim   | Um Al Maradim (P3711) Ouha (P3712) Failaka (P3713) Maskan (P3714) Al Ahmadi (P3715) Al Faheheel (P3721) Al Yarmook (3717) Al Garoh (P3725) |
| Marinha do Brasil                     | Vigilante 400 CL54                          | classe Macaé           | Macaé Macau Maracanã (nel 2021) Mangaratiba (nel 2022)                                                                                     |

## Galleria d'immagini

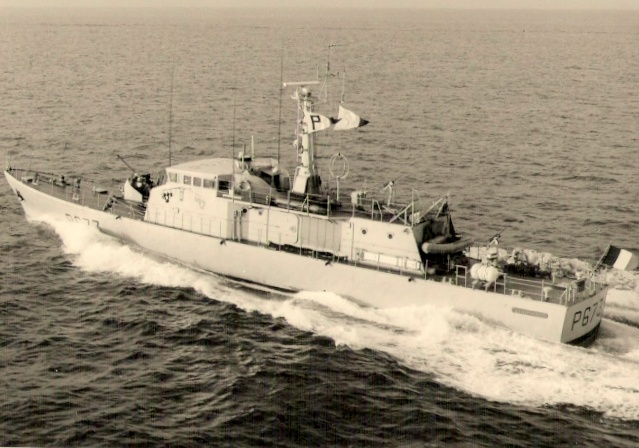
La Pertuisane della classe Trident
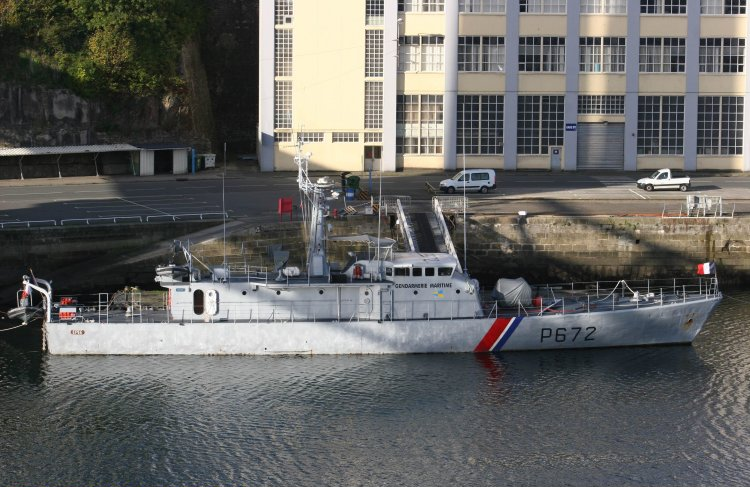
L'Epée della classe Trident
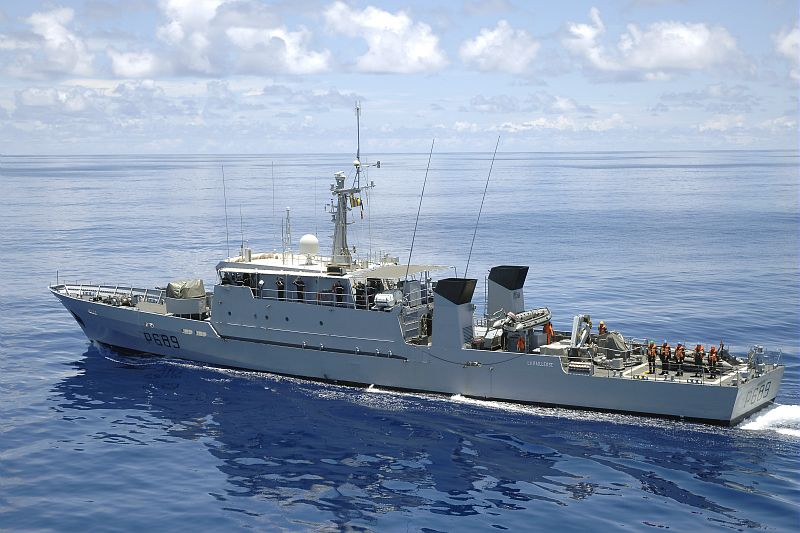
La Railleuse della classe P400
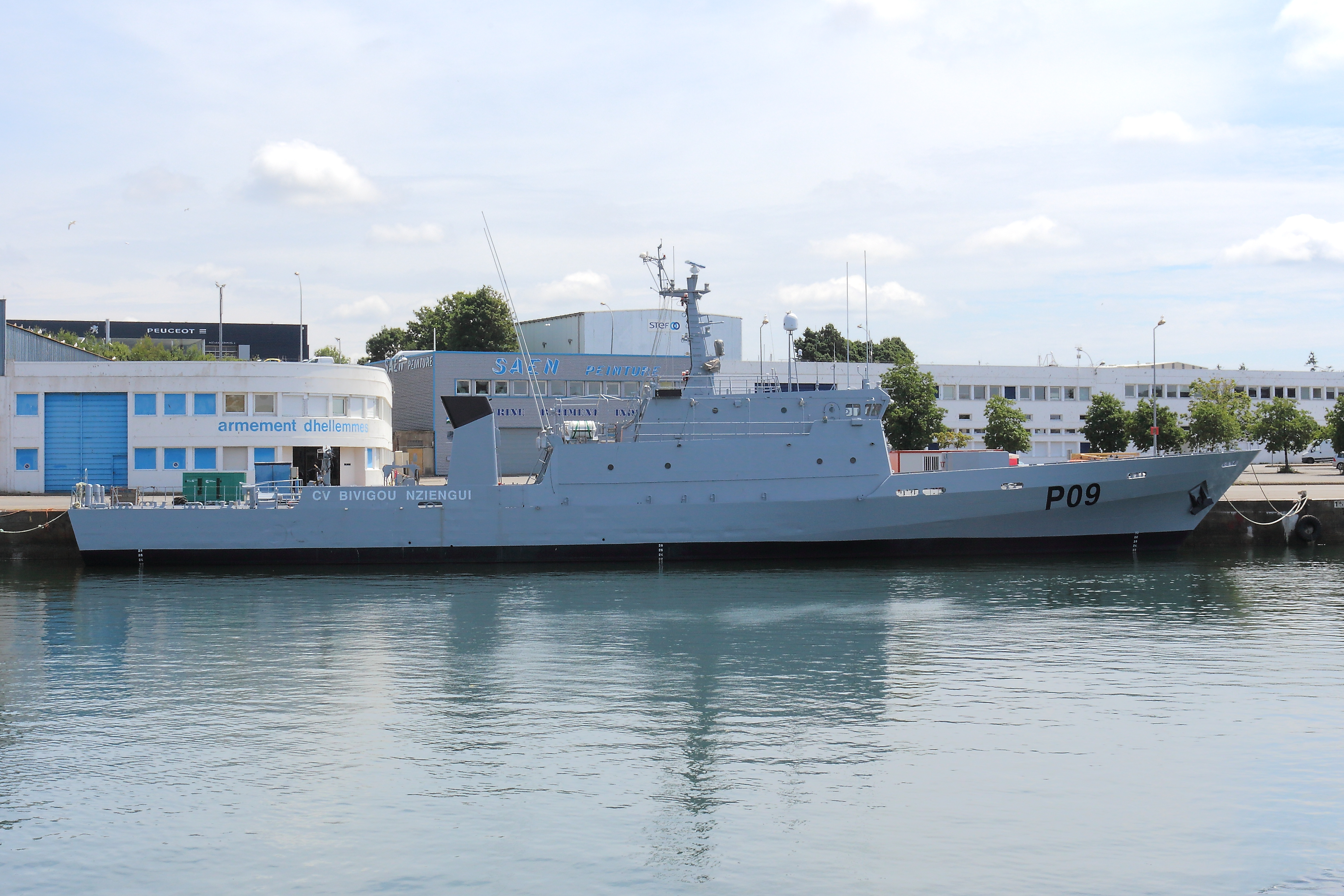
La CV Bivigou Nziengui della classe P400
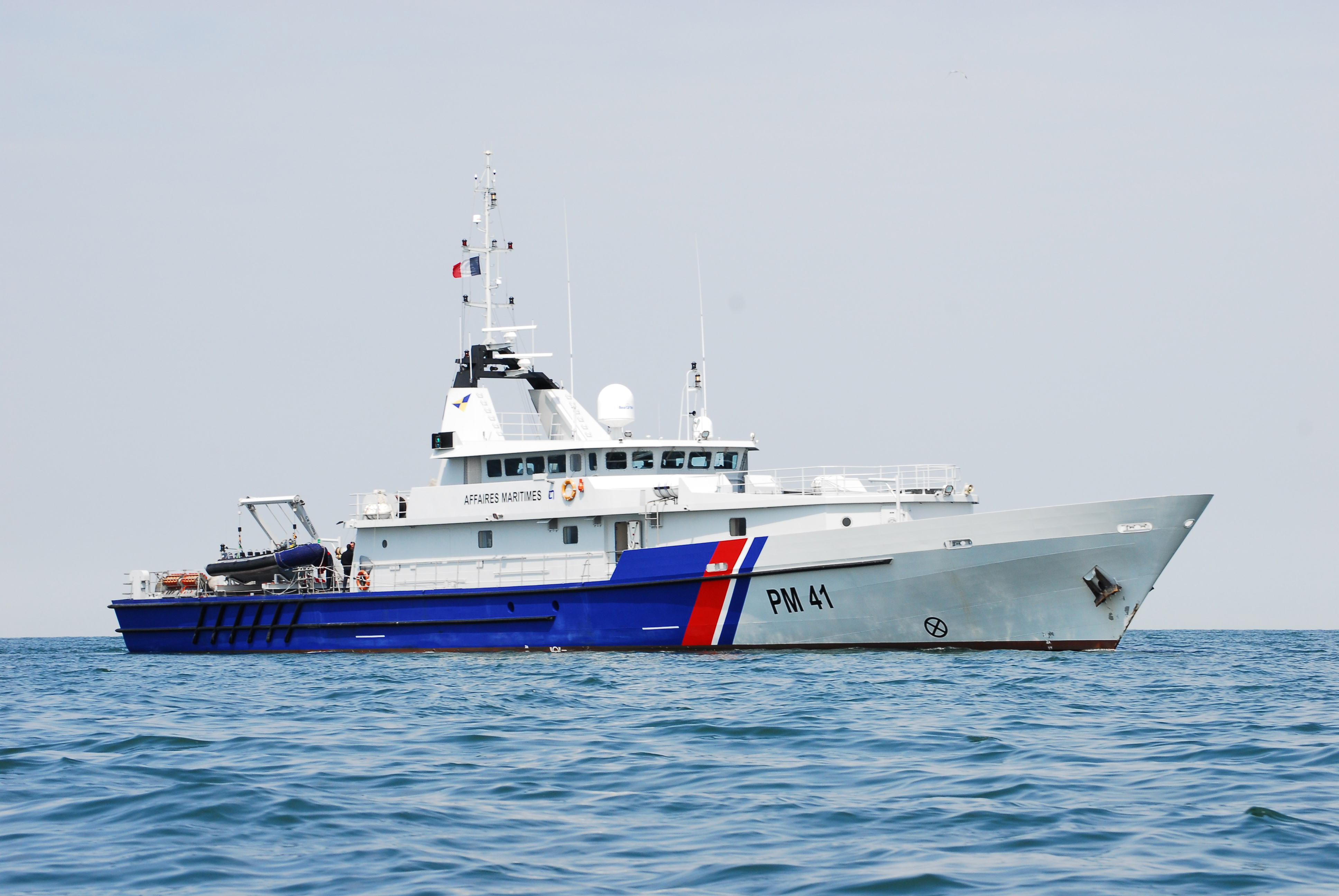
La Thémis (PM 41)
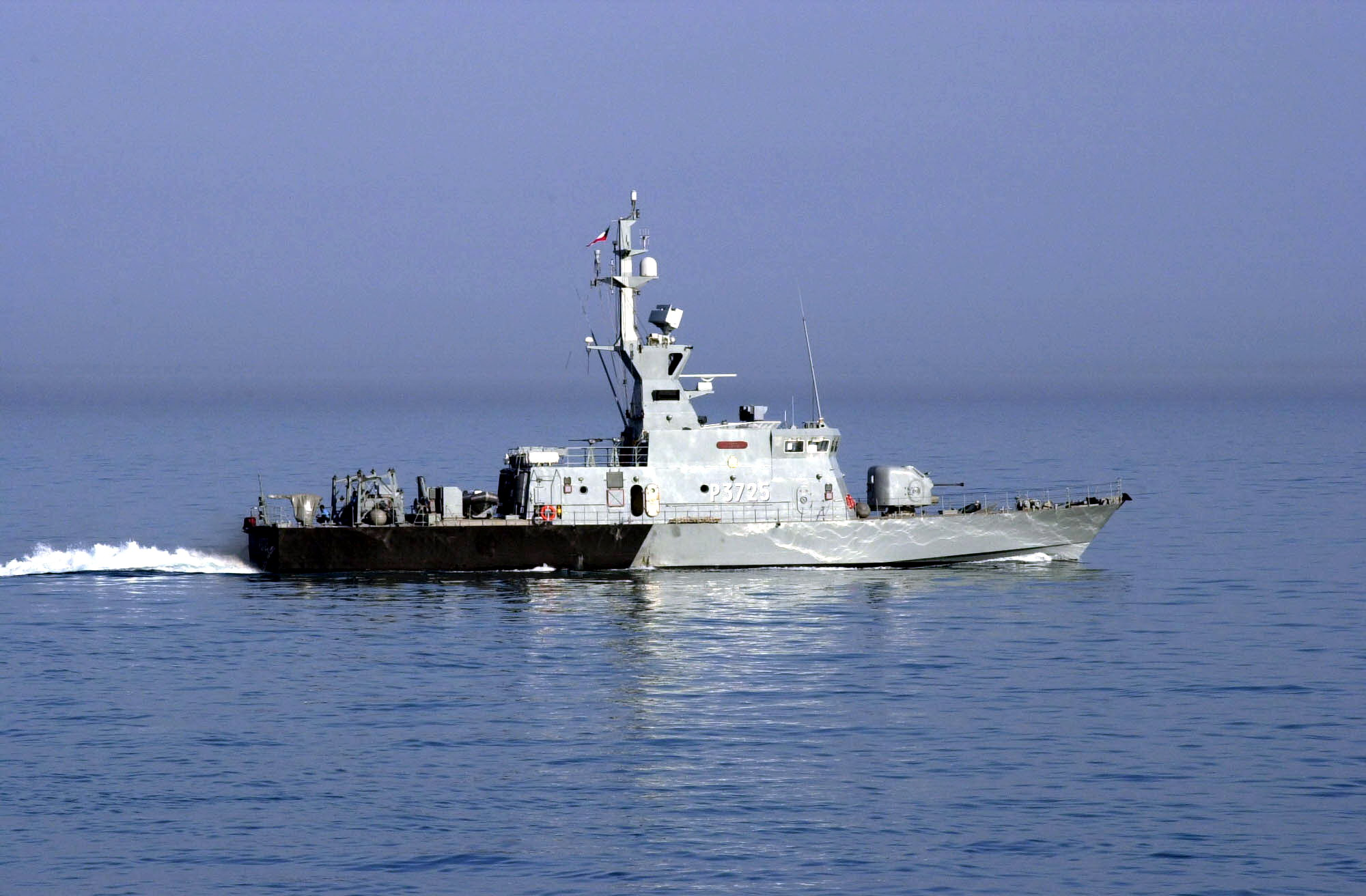
La Al Garoh della classe Um Al Maradim
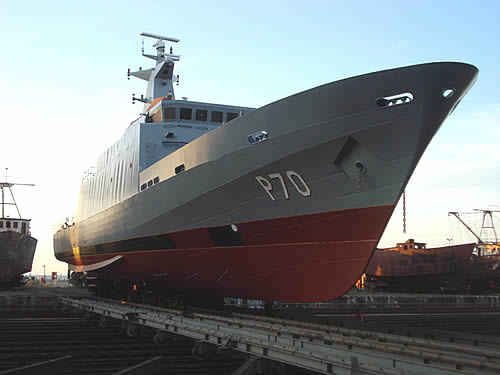
La Macaé della classe Macaé